# Royal Canadian Institute
Le  Royal Canadian Institute pour le progrès des sciences est la plus ancienne société savante canadienne encore en activité. Elle a été fondée en 1849 par un groupe de chercheurs, ingénieurs et architectes conduits par Sir Sandford Fleming (1827-1915). Ses objectifs sont de sensibiliser et informer le public aux questions scientifiques par l’organisation de conférences, le samedi après-midi à l’automne et l’hiver à l’université de Toronto.